# Skinnaränget
Skinnaränget är ett naturreservat i Orsa kommun i Dalarnas län.
Området är naturskyddat sedan 2004 och är 99 hektar stort. Reservatet består av tallskogar och sumspskogar av gran omkring Enån i nordost.